# Педро I (король Кастилии)
Пе́дро I (исп. Pedro I; 30 августа 1334, Бургос — 23 марта 1369) — король Кастилии и Леона с 1350 года. Сын Альфонсо XI Кастильского и Марии Португальской.
Утверждая своё право на власть, безжалостно истреблял врагов, за что получил прозвище Педро Жестокий (исп. el Cruel). Когда соперники были устранены, и его положению на троне перестало что-либо угрожать, короля стали называть Педро Справедливым (исп. el Justiciero).

## Юность короля
Педро родился 30 августа 1334 года в оборонительной башне монастыря Лас Уэльгас, когда его старший брат и вероятный наследник отца Фернандо уже скончался. Он был сыном короля Альфонсо XI Справедливого и его супруги Марии Португальской. Брак его родителей был следствием договора между королевствами Кастилия и Португалия от 1327 года. Но король не был верен своей супруге и настолько увлёкся любовницей Леонорой Нуньес де Гусман из знатного дворянского рода, от которой имел девятерых сыновей и дочь, что полностью возложил воспитание сына на свою жену, которая жила отдельно от него в крепости Алькасара в Севилье. Король неоднократно пытался разорвать отношения с любовницей, но каждый раз терпел неудачу. Из-за отсутствия влияния отца, мальчик не получил должного образования. В юности Педро находился под сильным влиянием матери и её фаворита Хуана Альфонсо де Альбуркерке. Главным из его учителей был магистр ордена Сантьяго Васко Родригес де Корнаго, обучавший его военному делу и богословию.

## Начало правления
26 марта 1350 года Альфонсо XI умер от чумы во время осады Гибралтара, и Педро в возрасте шестнадцати лет вступил на престол. Начало его царствования было омрачено противостоянием с инфантами Арагона и бастардами покойного отца, которые обладали богатством и высокими титулами — например, один из внебрачных сыновей, Энрике, носил титул графа Трастамарского, а другой, Фадрике, являлся магистром ордена Св. Иакова (Сантьяго).
Начало репутации беспощадного правителя было положено тем, что спустя год после коронации Педро Жестокий по просьбе матери отомстил любовнице отца, арестовав Леонору де Гусман, а затем казнив её в Талавера-де-ла-Рейна.

## Жена и любовница
В юности Педро Жестокий был обручён с Иоанной Английской, дочерью Эдуарда III, короля Англии. Но Иоанна умерла от чумы на пути в Кастилию 2 сентября 1348 года.
Став королём, он сильно увлёкся шестнадцатилетней дочерью кастильского гранда Марией де Падильей. Влюблённым помог сойтись Хуан де Альбуркерке, надеясь таким образом повысить своё влияние на короля. Однако потом де Альбуркерке и королева-мать настояли на необходимости политического брака, и 3 июня 1353 года Педро Жестокий женился на Бланке Бурбонской, дочери французского герцога Пьера де Бурбона. Король не скрывал враждебного отношения к молодой жене — через три дня после свадьбы Педро открыто проявил неприязнь к Бланке, заточив её под неусыпным надзором стражи в крепость Аревало, а сам покинул дворец в Вальядолиде и воссоединился со своей возлюбленной Марией в замке Монтальван. В 1361 году Бланка Бурбонская была переведена в замок Медина-Сидония и в том же году убита по приказу короля.

## Истоки восстания в Толедо
Часть окружения короля, и прежде всего бастарды Альфонсо XI, поддержали Педро Жестокого, решив, что теперь на голову де Альбуркерке падёт гнев короля за навязанный брак. Однако другие представители знати были оскорблены таким отношением к молодой королеве и в знак неодобрения покинули двор. Хуан де Альбуркерке, который настроил против себя и короля, и влиятельных родственников Марии Падильи, бежал в небольшое селение Карвахалес на границе Португалии.
Узнав об удалившихся в свои владения дворянах и бегстве де Альбуркерке, король пришёл в бешенство. По его приказу непокорные представители знати были истреблены, в том числе Хуан Нуньес де Прадо — сторонник де Альбуркерке и магистр ордена Калатравы. Его хитростью заманили в замок Альмагро и истязали там до тех пор, пока он не согласился сложить с себя звание. Новым магистром ордена был назначен брат возлюбленной короля, Диего Гарсия де Падилья, который затем собственноручно убил Хуана де Прадо. Второй брат Марии Падильи решением короля был возведён в сан магистра ордена Св. Иакова вместо лишённого этого звания сына Леоноры де Гусман Фадрике.
К тому времени привязанность короля к Марии Падилье вызвала гнев папы Иннокентия VI. Он пригрозил любовникам отлучением от церкви, если они не положат конец своим отношениям. Под воздействием этой угрозы Мария Падилья покинула Педро Жестокого и ушла в монастырь.
Опрометчивый поступок Педро Жестокого вызвал раскол среди кастильской знати, испортил отношения с Францией и спровоцировал восстание в Толедо. Восстание возглавили де Альбуркерке и сыновья казнённой Леоноры де Гусман, трое из которых позднее были убиты по приказу Педро I Жестокого. Королю удалось отравить де Альбуркерке, но и сам он был вскоре захвачен и подвергнут заключению в крепости Торо. Побег из неё в ноябре 1354 года был организован казначеем короля евреем Самуэлем Халеви (ок. 1320 — 1360). Укрепив своё положение созывом кортесов, Педро I Жестокий подавил восстание и начал в 1356 году войну против арагонского короля Педро IV Церемонного, ставшую частью англо-французской Столетней войны. Убийство Бланки Бурбонской, двоюродной сестры французского короля Иоанна II Доброго (1350—1364), вынудило Педро Жестокого стать на сторону Англии.
После заключения в 1360 мира в Бретиньи оставшиеся без заработка банды рутьеров беспощадно опустошали как английские, так и французские владения. Французский король Карл V Мудрый (1364—1380) попытался избавиться от них, отправив на войну в Испанию.
В июне 1365 «Большая Компания» рутьеров, составленная как из французов Бертрана Дюгеклена, так и англичан Хью Калвели, направилась в Кастилию, возведя в 1366 на её престол старшего сына Леоноры де Гусман Энрике Трастамарского. Педро I Жестокий бежал в Аквитанию к сыну английского короля Эдуарда III Чёрному принцу, который за 600 тысяч флоринов согласился восстановить Педро на кастильском престоле.
Хью Калвели, не желая сражаться против своего короля, перешёл на службу к Чёрному принцу, который 3 апреля 1367 года нанес Энрике Трастамарскому и Дюгеклену полное поражение при Нахере. Дюгеклен попал в плен, Энрике Трастамарский укрылся во Франции.

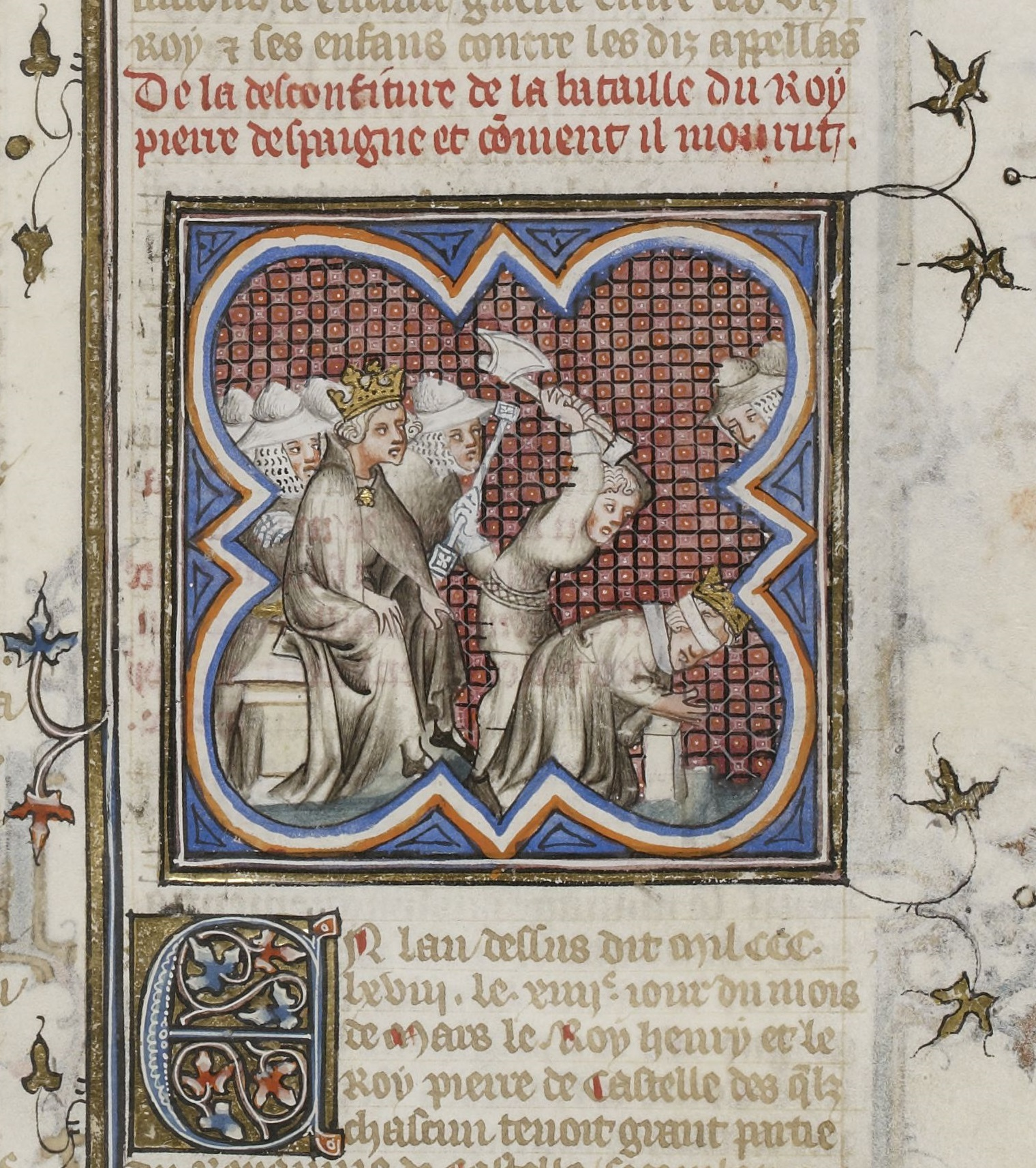
Убийство короля Педро на миниатюре из «Больших французских хроник» (XIV век).

Выплатить Чёрному принцу обещанную огромную сумму Педро Жестокий оказался не состоянии, тем более что ещё в 1360 году в его застенках был замучен его искусный казначей Самуэль Халеви. Но и английская армия значительно уменьшилась из-за эпидемии дезинтерии, заболел и сам Чёрный принц, поспешивший вернуться в Аквитанию.
В этих условиях Энрике Трастамарский набрал новое войско, вторгся в Кастилию и осадил Толедо. Вскоре к нему присоединился с подкреплением выкупленный из плена Карлом V Дюгеклен. В развернувшейся гражданской войне они нашли поддержку среди знати и духовенства Старой Кастилии, в то время как Педро I Жестокого поддерживало население Андалузии, большинство городов, включая столицу Толедо, еврейская община, мавры Гранады, португальский король Фернанду I.
Решающее сражение 14 марта 1369 года при Монтьеле закончилось разгромом Педро. После поражения Педро с немногочисленной свитой бежал в близлежащий замок. По одной версии, он пытался бежать ночью из осажденного замка, но был схвачен, по другой версии, попытался вступить в переговоры с Дюгекленом, был завлечён им в ловушку и в результате убит своим единокровным братом Энрике Трастамарским. Французский хронист Жан Фруассар так повествует о его гибели:

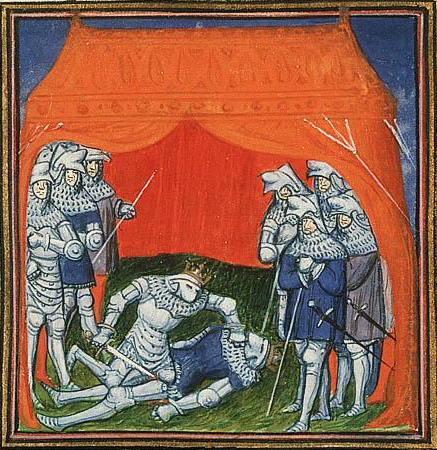
Убийство Педро Жестокого. Миниатюра из «Хроник» Жана Фруассара

Как только король Энрике вошел в спальню, где находился дон Педро, то сказал: «Где этот сын еврейской шлюхи, что называет себя королем Кастилии?». Дон Педро, который был таким же смелым, как и жестоким, выступил вперед и сказал: «Так же как ты сын шлюхи, я — сын Альфонсо». Сказав это, он схватил своими руками короля Энрике и начал с ним бороться и, будучи сильнее, он подмял его под себя на обарду, или, как ее называют по-французски, на шелковое стеганое покрывало или одеяло. Схватившись рукой за кинжал, он бы непременно его убил, если бы не присутствовавший здесь виконт де Рокаберти, который, схватив дона Педро за ногу, перевернул его, благодаря чему король Энрике оказался наверху. Он немедленно извлек свой длинный кинжал, который носил за поясом, и вонзил его в тело дона Педро. Сопровождавшие короля люди вошли в шатер и помогли ему покончить с доном. (…) Те, кто убили его, оставили тело три дня без погребения, что очень печально с точки зрения гуманности, а испанцы над ним смеялись".
Покровительство Педро Жестоким кастильским евреям, видимо, и послужило основанием для слухов, что его мать Мария Португальская родила мёртвого ребёнка, которого заменили на еврейского младенца, ставшего Педро Жестоким.

## Семья
- Внебрачные дети от Марии Падильи
  - Беатрис (1354—1369)
  - Констанса (1354—1394), жена Джона Гонта, 1-го герцога Ланкастерского
  - Изабелла (1355—1393), жена Эдмунда Лэнгли, 1-го герцога Йоркского
  - Альфонсо (1359—1362)

- Внебрачные дети от Хуаны де Кастро
  - Хуан (1355—1405)

## В культуре
Педро Жестокий стал героем пьес Лопе де Вега и Кальдерона под названием «Врач своей чести». Он действует в драме «Король дон Педро в Мадриде, или Инфансон де Ильескас», автором которой является либо Лопе де Вега, либо Тирсо де Молина, в пьесе Лопе «Верное вместо гадательного», в романе Александра Дюма-отца «Бастард де Молеон» и в его же новелле «Педро Жестокий».